# Topkapı-Rolle

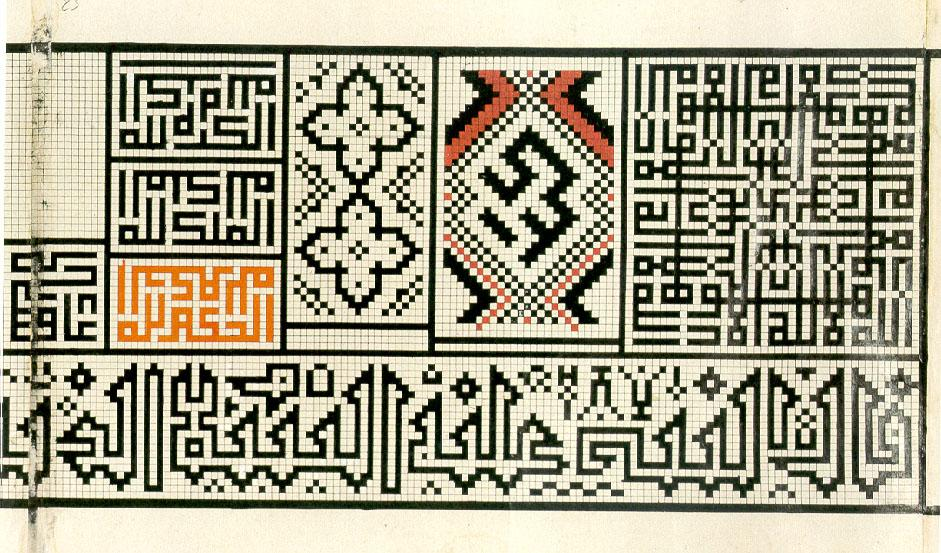
Topkapı-Rolle. Inschriftenband in Naschī-Schrift, Felder mit Quadratkufi, und linearer Rapport geometrischer Muster

Die Topkapı-Rolle (türkisch Topkapı Parşömeni) ist eine pergamentene Schriftrolle aus der Timuridenzeit in der Sammlung des Topkapı-Palastmuseums in Istanbul. Eine Markierung auf der Rolle „H1956“ zeigt an, dass die Rolle dort im Inventar des Schatzamtes registriert war.
Die Buchrolle enthält 114 Zeichnungen von geometrisch konstruierten Mustern, die als Vorlagen- und Musterbuch für Architekten und Künstler gedient haben können, besonders für Wandverkleidungen mit quasikristallinen Mustern aus keramischen Girih-Kacheln.

## Beschreibung
Die Schriftrolle ist 33 cm breit und 29,5 m lang und im Querformat beschrieben. Ein Ende der Rolle ist an einem hölzernen Stab befestigt, am anderen Ende befindet sich ein schützender Lederstreifen.
Auf die Rolle aufgeklebt sind eine Anzahl Pergamentstücke mit verschiedenen Musterzeichnungen. Die unterschiedlichen Ränder einzelner Zeichnungen legen den Schluss nahe, dass die Rolle aus mindestens zwei verschiedenen Werken zusammengestellt worden ist. Sie ist nicht abgenutzt, so dass man davon ausgeht, dass sie eher als Ausstellungsstück für den Sultanspalast gedacht war und nicht als Nachschlagewerk für Kunsthandwerker. Möglicherweise diente sie der Dokumentation von Arbeiten, die am Palast ausgeführt worden waren.
Es wird angenommen, dass die Rolle von einer einzelnen Person angefertigt wurde. Die meisten Musterzeichnungen sind auf zwei Pergamentstücke gezeichnet, die dann zusammen auf die Rolle geklebt wurden. Die Musterzeichnungen sind dabei durcheinandergeraten, denn Zeichnungen mit verwandten Themen liegen teils weit auseinander. Einige auf zwei Pergamentblättern festgehaltene Muster sind nicht passend zusammengeklebt.

## Entstehung und Wiederentdeckung
Die Topkapı-Schriftrolle wurde vermutlich in Persien zur Safawidenzeit, Ende des 15. oder zu Beginn des 16. Jahrhunderts angefertigt. Musterähnlichkeiten zwischen den Abbildungen auf der Rolle und einer Kachelfläche in der Großen Moschee in Yazd deuten darauf hin, dass die Rolle in Täbris angefertigt worden sein könnte. Alternativ käme auch Schiras in Frage, weil die Muqarnas in Form eines Fächers, wie auf der Rolle abgebildet, von Dschamschid Masʿud al-Kaschi als „Schirazi“ (aus Schiras) bezeichnet wurde. Die Rolle mag als Beutegut aus dem Osmanisch–Safawidischen Krieg (1578–1590) nach Istanbul gelangt sein.
1986 wurde die Schriftrolle im Topkapı-Palast wieder aufgefunden.

## Inhalt

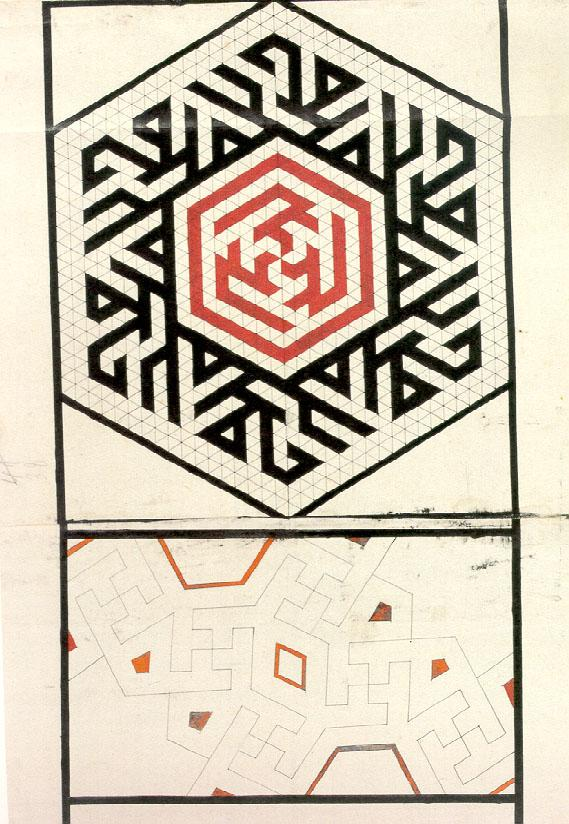
Sechseck mit kufischer Inschrift in rotationssymmetrischer Anordnung

Die Rolle enthält 114 geometrische, mit Tinte und Tusche gezeichnete Muster von Schmuckelementen, wie sie auf Wänden und in Kuppeln der Timuridenzeit häufig verwendet worden sind. Es handelt sich dabei um Muster, wie sie in den Architekturelementen Muqarnas, Girih, und Mosaikflächen auftreten. Manche der auf der Rolle abgebildeten fächerförmigen Muqarnas sind typisch für den Architekturstil der Timuriden, andere Muqarnas in Muschelformen sind eher nach Kairo einzuordnen. Die Rolle enthält keine Informationen, wie diese Muster konstruiert, oder wie die zweidimensional abgebildeten Muster auf dreidimensionale Baustrukturen übertragen werden können. Sie ist weder datiert noch signiert.
Weitere Abbildungen zeigen islamische Kalligrafien im kufischen Stil. Ein Musterbeispiel kufischer Schrift sieht man häufig in Ornamenten, die in banna'i-Technik (persisch بنائی, ‚Bautechnik‘) entstanden sind. Bei dieser Technik werden in einer Wand glasierte Kacheln und einfache Mauerziegel im Wechsel gesetzt und erzeugen ein geometrisches Muster. Solche Ornamente wurden auf noch bestehenden Bauwerken nachgewiesen. Einige der Muster geben typische Beispiele für geometrisch konstruierte islamische Kalligrafie: Auf einer Abbildung ist der Name Mohammed (Muḥammad ibn ʿAbd Allāh) sechsmal dem Außenrand eines Sechsecks eingeschrieben, während im Zentrum dreimal der Name Ali (ʿAlī ibn Abī Tālib) in rotationssymmetrischer Anordnung erscheint.
Weitere Musterzeichnungen auf der Rolle geben neun- und elfstrahlige, andere 13- und 16-strahlige Sterne wieder, wieder andere zeigen in verschiedenen Maßstäben überlappend angelegte Muster, die je nach der Nähe des Betrachters zum Ornament immer mehr Details erkennen lassen.